# Club de Futbol Reus Deportiu
Il Club de Futbol Reus Deportiu S.A.D. è stata una squadra di calcio spagnola con sede a Reus, nella comunità autonoma della Catalogna.

## Storia
Il club fu fondato nel 1909. Ha militato quasi sempre tra la Tercera División e i Campionati regionali, se si escludono 4 partecipazioni alla Segunda División B, nel 1981/1982, 1982/1983, 2002/2003 e 2005/2006. Dalla stagione 2011/2012 gioca in Segunda División B e nel 2018/2019 è arrivato alla sua ottava partecipazione consecutiva, la dodicesima in totale.

### Squalifica e fallimento
Nel gennaio 2019 il club è stato sanzionato con una squalifica di 3 anni da ogni competizione calcistica con conseguente multa da 250.000€ e rischio fallimento. 
Il club catalano, sommerso da notevoli debiti finanziari, non pagava da molto tempo né i giocatori né tanto meno lo staff; i titolari della squadra diedero come ultimatum alla società il giorno del match sul campo dell’Alcorcón, in cui tutta la formazione schierata, al fischio di inizio, si mise in cerchio per protesta, senza nemmeno considerare gli avversari che, nel frattempo, si passavano il pallone increduli. Nonostante ciò, il match venne vinto per 1-0, ma dei soldi della società non si seppe nulla, cosa che fece allontanare moltissimi giocatori titolari insoddisfatti. 
Il club non ne risentì a livello di risultati ed il 6 gennaio 2019 riuscì ad espugnare il difficile campo del Malaga con un netto 3-0; tuttavia, altri giocatori se ne andarono ed il club restó con addirittura 12 giocatori in rosa (compresi quelli delle giovanili). Il 20 gennaio si sarebbe dovuta giocare la sfida contro il Las Palmas, ma il match venne rimandato per le numerose assenze del club. La situazione non miglioró e si decise di intervenire: verso la fine del mese venne emessa la pesantissima sentenza che, grazie al cambio di società avvenuto qualche mese prima che è riuscito a colmare parte dei debiti, poteva essere ancora più drastica. 
Tutte le partite che avrebbe dovuto giocare il club vengono assegnate a tavolino agli avversari, col risultato di 1-0.

## Stagioni
| Stagione | Divisione             | Posizione | Coppa del Re |
| -------- | --------------------- | --------- | ------------ |
| 1943/44  | 3ª                    | 3ª        |              |
| 1944/45  | 3ª                    | 6ª        |              |
| 1945/46  | 3ª                    | 3ª        |              |
| 1946/47  | 3ª                    | 9ª        |              |
| 1947/48  | 3ª                    | 12ª       |              |
| 1948/49  | Categorias Regionales | —         |              |
| 1949/50  | 3ª                    | 12ª       |              |
| 1950/51  | 3ª                    | 17ª       |              |
| 1951/52  | Categorias Regionales | —         |              |
| 1952/53  | Categorias Regionales | —         |              |
| 1953/54  | 3ª                    | 13ª       |              |
| 1954/55  | 3ª                    | 6ª        |              |
| 1955/56  | 3ª                    | 8ª        |              |
| 1956/57  | 3ª                    | 5ª        |              |
| 1957/58  | 3ª                    | 20ª       |              |

| Stagione  | Divisione             | Posizione | Coppa del Re |
| --------- | --------------------- | --------- | ------------ |
| 1958/59   | Categorias Regionales | —         |              |
| 1959/60   | Categorias Regionales | —         |              |
| 1960/61   | 3ª                    | 3ª        |              |
| 1961/62   | 3ª                    | 4ª        |              |
| 1962/63   | 3ª                    | 8ª        |              |
| 1963/64   | 3ª                    | 11ª       |              |
| 1964/65   | 3ª                    | 8ª        |              |
| 1965/66   | 3ª                    | 18ª       |              |
| 1966/67   | 3ª                    | 5ª        |              |
| 1967/68   | 3ª                    | 11ª       |              |
| 1968/69   | 3ª                    | 14ª       |              |
| 1969/70   | 3ª                    | 18ª       |              |
| dal 70-71 | Categorias Regionales | —         |              |
| al 75-76  | Categorias Regionales | —         |              |
| 1976/77   | 3ª                    | 19ª       |              |

| Stagione | Divisione             | Posizione | Coppa del Re |
| -------- | --------------------- | --------- | ------------ |
| 1978/79  | 3ª                    | 3ª        |              |
| 1979/80  | 3ª                    | 2ª        |              |
| 1980/81  | 3ª                    | 1ª        |              |
| 1981/82  | 2ªB                   | 14ª       |              |
| 1982/83  | 2ªB                   | 20ª       |              |
| 1983/84  | 3ª                    | 15ª       |              |
| 1984/85  | 3ª                    | 19ª       |              |
| 1985/86  | Categorias Regionales | —         |              |
| 1986/87  | 3ª                    | 19ª       |              |
| 1987/88  | 3ª                    | 16ª       |              |
| 1988/89  | 3ª                    | 6ª        |              |
| 1989/90  | 3ª                    | 6ª        |              |
| 1990/91  | 3ª                    | 19ª       |              |
| 1991/92  | Categorias Regionales | —         |              |
| 1992/93  | 3ª                    | 9ª        |              |
| 1993/94  | 3ª                    | 13ª       |              |
| 1994/95  | 3ª                    | 20ª       |              |

| Stagione | Divisione             | Posizione | Coppa del Re         |
| -------- | --------------------- | --------- | -------------------- |
| 1995/96  | Categorias Regionales | —         |                      |
| 1996/97  | Categorias Regionales | —         |                      |
| 1997/98  | Categorias Regionales | —         |                      |
| 1998/99  | Categorias Regionales | —         |                      |
| 1998/99  | 3ª                    | 12ª       |                      |
| 1999/00  | 3ª                    | 14ª       |                      |
| 2000/01  | 3ª                    | 14ª       |                      |
| 2001/02  | 3ª                    | 3ª        |                      |
| 2002/03  | 2ªB                   | 18ª       |                      |
| 2003/04  | 3ª                    | 2ª        |                      |
| 2004/05  | 3ª                    | 4ª        |                      |
| 2005/06  | 2ªB                   | 17ª       |                      |
| 2006/07  | 3ª                    | 1ª        |                      |
| 2007/08  | 3ª                    | 3ª        | Primo turno          |
| 2008/09  | 3ª                    | 2ª        |                      |
| 2009/10  | 3ª                    | 2ª        | Secondo turno        |
| 2010/11  | 3ª                    | 4ª        |                      |
| 2011-12  | 2ªB                   | 8ª        |                      |
| 2012-13  | 2ªB                   | 14ª       |                      |
| 2013-14  | 2ªB                   | 12ª       |                      |
| 2014-15  | 2ªB                   | 3ª        |                      |
| 2015-16  | 2ªB                   |           | Sedicesimi di finale |

## Palmarès

### Competizioni nazionali
- Segunda División B: 1

2015-2016
- Tercera División: 2

1980-1981, 2006-2007

### Altri piazzamenti
- Segunda División B:

Terzo posto: 2014-2015
- Copa Federación de España:

Finalista: 2007-2008

## Statistiche
- Stagioni in Primera División: 0
- Stagioni in Segunda División: 2
- Stagioni in Segunda División B: 9
- Stagioni in Tercera División: 48

## Stadio
Il Reus Deportiu disputa le sue partite casalinghe allo stadio Camp Nou Municipal, che ha una capienza di 6000 posti.

## Rosa 2018-2019
Aggiornata al 31 gennaio 2019
| N. |                        | Ruolo | Calciatore       |
| -- | ---------------------- | ----- | ---------------- |
| 1  | Spagna (bandiera)      | P     | Pol Freixanet    |
| 2  | Spagna (bandiera)      | D     | Ángel Bastos     |
| 3  | Spagna (bandiera)      | D     | Borja Herrera    |
| 5  | Spagna (bandiera)      | D     | Alejandro Catena |
| 7  | Spagna (bandiera)      | C     | David Querol     |
| 9  | Spagna (bandiera)      | A     | Miguel Linares   |
| 10 | Portogallo (bandiera)  | C     | Ricardo Vaz      |
| 11 | Spagna (bandiera)      | C     | Fran Carbià      |
| 13 | Spagna (bandiera)      | P     | Edgar Badia      |
| 15 | Stati Uniti (bandiera) | D     | Shaq Moore       |
| 19 | Spagna (bandiera)      | C     | Álex Carbonell   |

| N. |                       | Ruolo | Calciatore      |
| -- | --------------------- | ----- | --------------- |
| 20 | Portogallo (bandiera) | C     | Luís Gustavo    |
| 21 | Spagna (bandiera)     | C     | Juan Domínguez  |
| 22 | Spagna (bandiera)     | C     | Karim Yoda      |
| 23 | Spagna (bandiera)     | C     | Mario Ortiz     |
| 27 | Spagna (bandiera)     | C     | Alfred Planas   |
| 28 | Spagna (bandiera)     | D     | Gonzalo Pereira |
| 29 | Spagna (bandiera)     | C     | Adrià Arjona    |
| 30 | Spagna (bandiera)     | D     | Adrià Guerrero  |
| 32 | Spagna (bandiera)     | D     | Martí Vilà      |
| 39 | Spagna (bandiera)     | A     | Rubén Enri      |
|    | Spagna (bandiera)     | C     | Tito            |

## Rosa 2017-2018
Aggiornata al 2 febbraio 2018
| N. |                       | Ruolo | Calciatore        |
| -- | --------------------- | ----- | ----------------- |
| 2  | Francia (bandiera)    | C     | Abdoul Karim Yoda |
| 3  | Spagna (bandiera)     | D     | Álex Menéndez     |
| 4  | Spagna (bandiera)     | D     | Jesús Olmo        |
| 5  | Spagna (bandiera)     | D     | Pablo Íñiguez     |
| 6  | Portogallo (bandiera) | C     | Vítor Silva       |
| 7  | Spagna (bandiera)     | A     | David Querol      |
| 8  | Portogallo (bandiera) | C     | Raphael Guzzo     |
| 9  | Spagna (bandiera)     | A     | Edgar Hernández   |
| 10 | Portogallo (bandiera) | C     | Ricardo Vaz       |
| 11 | Spagna (bandiera)     | C     | Fran Carbià       |
| 12 | Spagna (bandiera)     | D     | Joan Campins      |
| 13 | Spagna (bandiera)     | P     | Edgar Badia       |

| N. |                       | Ruolo | Calciatore      |
| -- | --------------------- | ----- | --------------- |
| 14 | Spagna (bandiera)     | D     | Miguel García   |
| 15 | Spagna (bandiera)     | C     | Juan Domínguez  |
| 16 | Spagna (bandiera)     | C     | Juan Cámara     |
| 17 | Spagna (bandiera)     | C     | David Haro      |
| 18 | Spagna (bandiera)     | D     | Pichu Atienza   |
| 19 | Spagna (bandiera)     | C     | Álex Carbonell  |
| 20 | Portogallo (bandiera) | C     | Luís Gustavo    |
| 21 | Spagna (bandiera)     | A     | Máyor           |
| 22 | Spagna (bandiera)     | C     | Borja Fernández |
| 23 | Spagna (bandiera)     | C     | Tito            |
| 24 | Spagna (bandiera)     | C     | Jorge Miramón   |
| 25 | Serbia (bandiera)     | A     | Dejan Lekić     |

## Rosa 2016-2017
Rosa aggiornata al 3 settembre 2016
| N. |                       | Ruolo | Calciatore      |
| -- | --------------------- | ----- | --------------- |
| 1  | Spagna (bandiera)     | P     | Jordi Codina    |
| 2  | Spagna (bandiera)     | D     | Alberto Benito  |
| 3  | Spagna (bandiera)     | D     | Ángel Martínez  |
| 4  | Spagna (bandiera)     | D     | Jesús Olmo      |
| 6  | Portogallo (bandiera) | C     | Vítor Silva     |
| 7  | Spagna (bandiera)     | A     | David Querol    |
| 8  | Spagna (bandiera)     | C     | Ramón Folch     |
| 9  | Spagna (bandiera)     | A     | Edgar Hernández |
| 10 | Portogallo (bandiera) | C     | Ricardo Vaz     |
| 11 | Spagna (bandiera)     | C     | Fran Carbià     |
| 12 | Spagna (bandiera)     | D     | Joan Campins    |
| 13 | Spagna (bandiera)     | P     | Edgar Badia     |
| 14 | Spagna (bandiera)     | C     | Marcos Tébar    |

| N. |                       | Ruolo | Calciatore           |
| -- | --------------------- | ----- | -------------------- |
| 15 | Spagna (bandiera)     | D     | Melli                |
| 16 | Nigeria (bandiera)    | A     | Macauley Chrisantus  |
| 17 | Spagna (bandiera)     | C     | David Haro           |
| 18 | Spagna (bandiera)     | D     | Pichu Atienza        |
| 19 | Spagna (bandiera)     | C     | Alexander Albístegui |
| 20 | Uruguay (bandiera)    | C     | Jorge Díaz           |
| 21 | Spagna (bandiera)     | A     | Máyor                |
| 22 | Spagna (bandiera)     | C     | Aritz López Garai    |
| 23 | Spagna (bandiera)     | C     | Migue García         |
| 24 | Spagna (bandiera)     | C     | Jorge Miramón        |
| 25 | Spagna (bandiera)     | P     | Antonio Sillero      |
| 26 | Portogallo (bandiera) | C     | Raphael Guzzo        |